# 칼라드볼그
칼라드볼그(아일랜드어: Caladbolg, 중세 웨일스어: Caledfwlch, 영어: Caladbolg)는 아일랜드 신화의 얼스터 대계의 등장인물 페르구스 막 로이크의 검이다. 또다른 얼스터 영웅 페르구스 막 레티의 검의 이름은 칼라드콜그(아일랜드어: Caladcholg)라 하는데, 이는 두 전설의 융합 가능성을 시사한다. 칼라드볼그는 양수검이며, 휘두르면 무지개 같은 원호를 그린다. 언덕의 꼭대기를 잘라낼 수 있다.
쿠얼러의 소몰이 때 페르구스가 자기 아내 메브와 놀아난 것을 알게 된 알릴 막 마타는 칼라드볼그를 페르구스에게서 빼앗는다. 알릴은 울라(얼스터)인들과 싸우게 되자 페르구스에게 검을 돌려준다. 페르구스는 칼라드볼그를 휘둘러 얼스터군에게 막대한 피해를 입혔고 콘코바르 막 네사 왕을 죽일 수 있었으나 코날 케르나크의 설득으로 죽이지 않았다. 대신 페르구스는 근처의 야트막한 언덕 세 개에다 대고 검을 휘둘러 언덕들의 꼭대기를 날려 버렸다. 칼라드볼그는 아서 왕 전설에 등장하는 검인 엑스칼리버와 칼리번의 원형으로 추정되기도 한다.

## 같이 보기
- 클리브 솔리스
- 게 볼그